# Elundini Local Municipality
Elundini (englisch Elundini Local Municipality) ist eine Lokalgemeinde im Distrikt Joe Gqabi der südafrikanischen Provinz Ostkap. Der Sitz der Gemeindeverwaltung befindet sich in Nqanqarhu. Bürgermeisterin ist Nonkongozelo Ruth Lengs.
Der Gemeindename leitet sich von einem isiXhosa-Wort Ukahlamba ab, wird jedoch wegen der kulturellen Vielfalt der Region in isiZulu verwendet. Er nimmt auf die Drakensberge Bezug.

## Städte und Orte
| - Diphokong - eNkalweni - Lubisini - Mahemeny - Mdeni - Mohoabatsana - Mount Fletcher - Mpharane | - Ncembu - Ngxaza - Nqanqarhu - Ntatyaneni - Ntywenka - Snowabile - Tembeni - Thabakhubelu | - Thembeni - Tinana - Tokwana - Tsekong - Ugie |

## Bevölkerung
Im Jahr 2011 hatte die Gemeinde 138.141 Einwohner. Davon waren 98,1 % schwarz, 1 % Coloured und 0,7 % weiß. Erstsprache war zu 69,6 % isiXhosa, zu 24,7 % Sesotho, zu 1,7 % Afrikaans und zu 1,6 % Englisch.